# Sân bay quốc tế Vu Gia Bá Côn Minh
Sân bay quốc tế Vu Gia Bá Côn Minh, (mã IATA: KMG, tiếng Anh: Kunming Wujiaba International Airport; tiếng Hoa giản thể: 昆明巫家坝国际机场) là sân bay tại thành phố Côn Minh, tỉnh Vân Nam của Trung Quốc. Sân bay này được khởi công xây dựng năm 1923. Qua các năm 1958, 1993, 1998, sân bay này được nâng cấp cải tạo. Đây là sân bay cấp 4E, có đường băng dài 3600 m, có thể phục vụ các loại máy bay Boeing 747, Airbus A340... Tổng diện tích: 4297,12 mẫu. Khu sân đậu (apron) rộng 250.000 m², có thể đáp ứng cho 34 chiếc máy bay. Nhà ga rộng 76.900 m² có 17 phòng đợi, tổng công suất 10,37 triệu khách/năm. Năm 2004, sân bay này đã phục vụ 9.797 triệu lượt khách và lượng hàng hóa đạt 171.013 tấn.

## Các hãng hoạt động
Sân bay được thay thế bởi sân bay quốc tế Trường Thủy Côn Minh từ tháng 8 năm 2012. Hiện sân bay này đã đóng cửa.